# Platytomus qatarensis
Platytomus qatarensis är en skalbaggsart som beskrevs av Bordat 2007. Platytomus qatarensis ingår i släktet Platytomus och familjen Aphodiidae. Inga underarter finns listade i Catalogue of Life.